# Duckeella
Duckeella – rodzaj roślin jednoliściennych z rodziny storczykowatych (Orchidaceae). Obejmuje 8 gatunków występujących w rejonie Amazonii oraz w Kolumbii i Wenezueli w Ameryce Południowej.

## Morfologia
Byliny z licznymi, włóknistymi korzeniami. Łodygi mocne z liśćmi równowąskimi wyrastającymi u nasady. Kwiatostany rozgałęzione, wielokwiatowe z żółtymi kwiatami. Listki okwiatu słabo zróżnicowane, słabo zaznaczona warżka.  

## Systematyka
Pozycja systematyczna według Angiosperm Phylogeny Website (aktualizowany system APG IV z 2016)
Jeden z 6 rodzajów plemienia Pogonieae w podrodzinie waniliowych (Vanilloideae) Szlachetko, stanowiącej jeden ze starszych kladów w obrębie rodziny storczykowatych (Orchidaceae). W obrębie plemienia rodzaj stanowi klad bazalny, siostrzany wobec pozostałych rodzajów. Ze względu na wyraźną odrębność polski botanik Dariusz Szlachetko zaproponował wyodrębnienie tego rodzaju podplemię Duckeellinae, podczas gdy pozostałe rodzaje plemienia tworzą podplemię Pogoniinae.
Wykaz gatunków
- Duckeella adolphii Porto & Brade
- Duckeella alticola C.Schweinf.
- Duckeella caquetana Szlach. & Kolan.
- Duckeella fernandezii Szlach., Kolan. & Baranow
- Duckeella garayi Szlach., Kolan. & Baranow
- Duckeella humboldtii Kolan. & Szlach.
- Duckeella linearilabia Szlach., Kolan. & Baranow
- Duckeella pauciflora Garay